# Nowa Święta
Nowa Święta (pronunciación en polaco: /ˈnɔva ˈɕfjɛnta/) es un pueblo ubicado en el distrito administrativo de Gmina Złotów, dentro del Distrito de Złotów, Voivodato de Gran Polonia, en el oeste de Polonia central. Se encuentra aproximadamente a 7 kilómetros al este de Złotów y a 107 kilómetros al norte de la capital regional Poznań.
Antes de 1772, el área fue parte del Reino de Polonia, hasta 1945 fue de Prusia y Alemania. Para más sobre su historia, véase Distrito de Złotów.
El pueblo tiene una población de 400 habitantes.